# Савой (фильм)
«Савой» — художественный фильм режиссёра Михаила Аветикова, первая и единственная его полнометражная картина, снятая по сценарию Петра Луцика и Алексея Саморядова «Праздник саранчи» на киностудии «Мосфильм» при участии Госкино СССР и автозавода «ЗИЛ» в 1990 году.
Во время съёмок фильм носил рабочее название «Саранча». Частично фильм снимался в Киргизии в селе Интернациональное и Узбекистане. Особенностью села Интернациональное являлось то, что в нём, в основном, проживали этнические немцы, которые после распада СССР в большинстве эмигрировали в Германию.
Режиссёр Михаил Аветиков внёс в сценарий много изменений. Авторы сценария Пётр Луцик и Алексей Саморядов в титрах не указаны по их требованию.

## Сюжет
Тридцатилетний москвич, рядовой инженер НИИ, Сергей Гусев был похищен из поезда неизвестными по дороге в служебную командировку и оказался подневольным работником на соляных копях в одной из среднеазиатских республик.
Неожиданно для себя, ему — простому инженеру, пришлось с оружием в руках сражаться за собственную жизнь в борьбе с современными работорговцами, криминальными группировками и коррумпированной милицией. В этой борьбе у него появляются новые друзья.

## В ролях
- Владимир Стеклов — Сергей Александрович Гусев
- Сейдулла Молдаханов — Хамид-воин
- Игорь Чулков — колонист
- Анна Портная — Марта (дебют в кино)
- Юлия Рутберг — жена Сергея
- Ахмед Джираев — Довран
- Герман Нурханов — Турды Меркасимович
- Леонид Курнышев — Николай Федосеевич
- Иван Бирюков — Лёня
- Семён Аранбаев — Джабар
- Светлана Ладыжкина — спасённая
- Павел Сиротин — ст. сержант милиции
- Вадим Померанцев — ст. лейтенант милиции

В эпизодах:
Ш. Самандоров, У. Мамаджанов, Н. Волокитина, В. Камышев, Н. Файзиев, С. Сафаров,
Э. Ристови, А. Оразов, И. Мальцев, А. Эгамназаров, О. Фузайлов, Х. Икрамов, В. Ким, 
О. Рахматов, Б. Бикаев, Ф. Бракоп, Л. Шлотгауэр, В. Логинов, А. Сатаров

## Съёмочная группа
- Авторы сценария: Пётр Луцик, Алексей Саморядов
- Режиссёр-постановщик: Михаил Аветиков
- Оператор-постановщик: Евгений Корженков
- Композитор: Борис Рычков
- Художник-постановщик: Светлана Титова
- Звукооператоры: Иван Воронин, Александр Нехорошев
- Режиссёр: А. Романенко
- Оператор: Ю. Кобзев
- Государственный симфонический оркестр кинематографии
  - Дирижёр: Эмин Хачатурян
- Художник-гримёр: З. Егорова
- Монтажёр: Н. Гаврилюк
- Редактор: И. Яшина
- Музыкальный редактор: М. Бланк
- Оператор комбинированных съёмок: В. Гуняев
- Шрифтовой дизайн: А. Тер-Минасова, В. Палкус
- Режиссёрская группа: Д. Войтенко, А. Гитченко
- Операторская группа: А. Белканов, С. Петренко
- Звукооператор перезаписи: С. Богданов
- Трюки: В. Шлыков
- Мастер по свету: К. Попов
- Цветоустановщик: С. Анисимова
- Административная группа: М. Абахова, В. Виленская, А. Оганесян, Л. Рогаткина
- Директор: Андрей Синявский

## Технические данные
- обычный формат
- цветной
- 2255, 2 метра
- 82 минуты